# Stomaphis alni
Stomaphis alni är en insektsart som beskrevs av Sorin 1965. Stomaphis alni ingår i släktet Stomaphis och familjen långrörsbladlöss. Inga underarter finns listade i Catalogue of Life.